# 주한 이란 대사관
주한 이란 이슬람 공화국 대사관(페르시아어: سفارت جمهوری اسلامی ایران در کره) 또는 주한 이란 대사관은 대한민국 서울특별시 용산구 동빙고동 1-93에 있는 이란 대사관이다. 현직 주한 이란 대사는 카젬 잘랄리이다.

## 역사
이란은 대한민국과 1962년 10월 외교 관계 수립에 합의한 뒤 1967년 4월 주이란 대한민국 대사관이 설치되고, 1975년 8월 주한 이란 대사관을 설치하였고, 조선민주주의인민공화국과는 1973년 4월 수교하였다. 1979년 이란 혁명으로 양국 관계가 소원해져 1981년 7월 대사대리급 관계로 격하됐다. 1989년 1월 이란-이라크 전쟁이 끝난 뒤 대사급 관계를 회복했으며, 이후 대한민국 기업들이 전후 복구사업과 이란 경제개발 계획에 참여하는 등 협력을 확대하고 있다.
양국은 1969월 5월 우호조약 체결을 시작으로 1974년 7월 문화협정, 1975년 7월 경제 및 기술협력의정서, 1976년 2월 무역협정, 1977년 5월 사회보장협정 및 수산협력협정, 1998년 10월 항공협정, 2001년 1월 이중과세방지협정, 2006년 3월 투자보장협정 등을 잇따라 체결했다.

## 주요 업무
주요 업무는 대한민국 정부와의 정치적, 경제적, 사회적, 문화적 협력, 외교, 경제 정보 수집, 수출·통상 진흥, 외교 정책 홍보, 문화, 학술, 체육 교류 협력, 대한민국 거주 이란 국민의 보호·육성, 국적, 호적, 여권 업무 및 이란 여행객에 대한 사증 발급 업무 등이다. 이란에 입국하기 위해서는 사증을 발급받아야 한다.

## 역대 대사
- 사이드 바담치 샤베스타리[1][2][3][4]
- 카젬 잘랄리[5]

## 같이 보기
- 이란 외교부
- 대한민국-이란 관계
- 주이란 대한민국 대사관
- 이란의 재외공관 목록
- 대한민국 주재 외국공관 목록